# ウィガン
ウィガン (Wigan) は、イングランド北部のグレーター・マンチェスター州のタウン。行政上はメトロポリタン・バラ・オブ・ウィガンに属し、その主要エリアを占めている。
ウィガンの名称は7世紀に付けられ、元はおそらく「村」、「居住」の意味であった。他にもケルト語のWiganという名前にちなんでいるという説もある。1199年の記録では名称は"Wigan"であったが、1240年の記録では"Wygayn"、また"Wygan"の名を使用している文献も数多い。

## スポーツ
フットボールリーグ・チャンピオンシップに所属しているサッカークラブウィガン・アスレティックFCは、ウィガンを本拠地としている。その一方でウィガンはイングランド内で「ラグビーの町」としても有名であり、1872年創立のラグビーリーグクラブであるウィガン・ウォリアーズはイングランドで最も成功したラグビーリーグチームの1つである。

## 出身人物
- ベンジャミン・ジョーンズ - 自転車競技選手 当地出身
- リマール - ポップ歌手
- レオン・オズマン - サッカー選手
- レイルウェイ・チルドレン - バンド

### ゆかりのある人物
- イアン・マッケラン - 俳優。バーンリー生まれウィガン育ち
- ビル・ロビンソン - プロレスラー ウィガンのビリー・ライレージムでランカシャーレスリング（キャッチ・アズ・キャッチ・キャン）を習得した
- ジョージ・オーウェル - 『ウィガン波止場への道』